# Dolichopeza brevifurca
Dolichopeza brevifurca är en tvåvingeart som beskrevs av Frederick Askew Skuse 1890. Dolichopeza brevifurca ingår i släktet Dolichopeza och familjen storharkrankar. Inga underarter finns listade i Catalogue of Life.